# 塞維索
塞維索（義大利語：Seveso）是義大利倫巴第大區蒙扎和布里安扎省的市鎮，面積7.34平方公里、人口23456人（2018年底）。塞維索的經濟一直是以家具業為主。
塞維索的名稱得名自以南北向穿過其市镇的塞維索河。